# Lebedev protiv Lebedeva
Lebedev protiv Lebedeva (russisk: Лебедев против Лебедева) er en sovjetisk spillefilm fra 1965 af Genrikh Gabaj.

## Medvirkende
- Vladimir Retsepter som Oleg Lebedev
- Aleksej Ejbozjenko som Smirnov
- Natalja Zorina som Sveta
- Leonid Bronevoj som Jevgenij Viktorovitj
- Mikhail Derzjavin som Granovskij